# Henningfalva
Henningfalva (románul Henig, németül Henningsdorf) település Romániában, Fehér megyében. Közigazgatásilag Berve községhez tartozik.

## Fekvése
Gyulafehérvártól 21 km-re keletre, Berve, Demeterpataka és Székás közt fekvő település,

## Története
1308-ban említik először a források. A települést erdélyi szászok alapították, ezt támasztja alá, hogy a falu a középkorban a springi dekanátushoz tartozott és 1332-ben papjának neve Henrik volt. A szász lakosság azonban korán elpusztulhatott, mert a 15. században már román lakosságú faluként tartották számon.
A trianoni békeszerződésig Alsó-Fehér vármegye Alvinci járásához tartozott.

## Lakossága
1910-ben 1077 lakosa volt, ebből 1075 román és 2 magyar nemzetiségűnek vallotta magát.
2002-ben 394 lakosából 393 román és 1 magyar volt.